# William Ponsonby (2e comte de Bessborough)
William Ponsonby (1704 - 11 mars 1793) est un homme politique britannique et un fonctionnaire. Il est un pair irlandais et anglais et un membre de la Chambre des lords. Il sert à la fois à la Chambre des communes du Royaume-Uni et à la Chambre des communes irlandaise, avant d'entrer à la Chambre des lords, et exerce les fonctions de lord commissaire de l'amirauté, lord commissaire du Trésor et maître des postes du Royaume-Uni. Il est également conseiller privé, Secrétaire en chef pour l'Irlande et comte de Bessborough .

## Vie politique

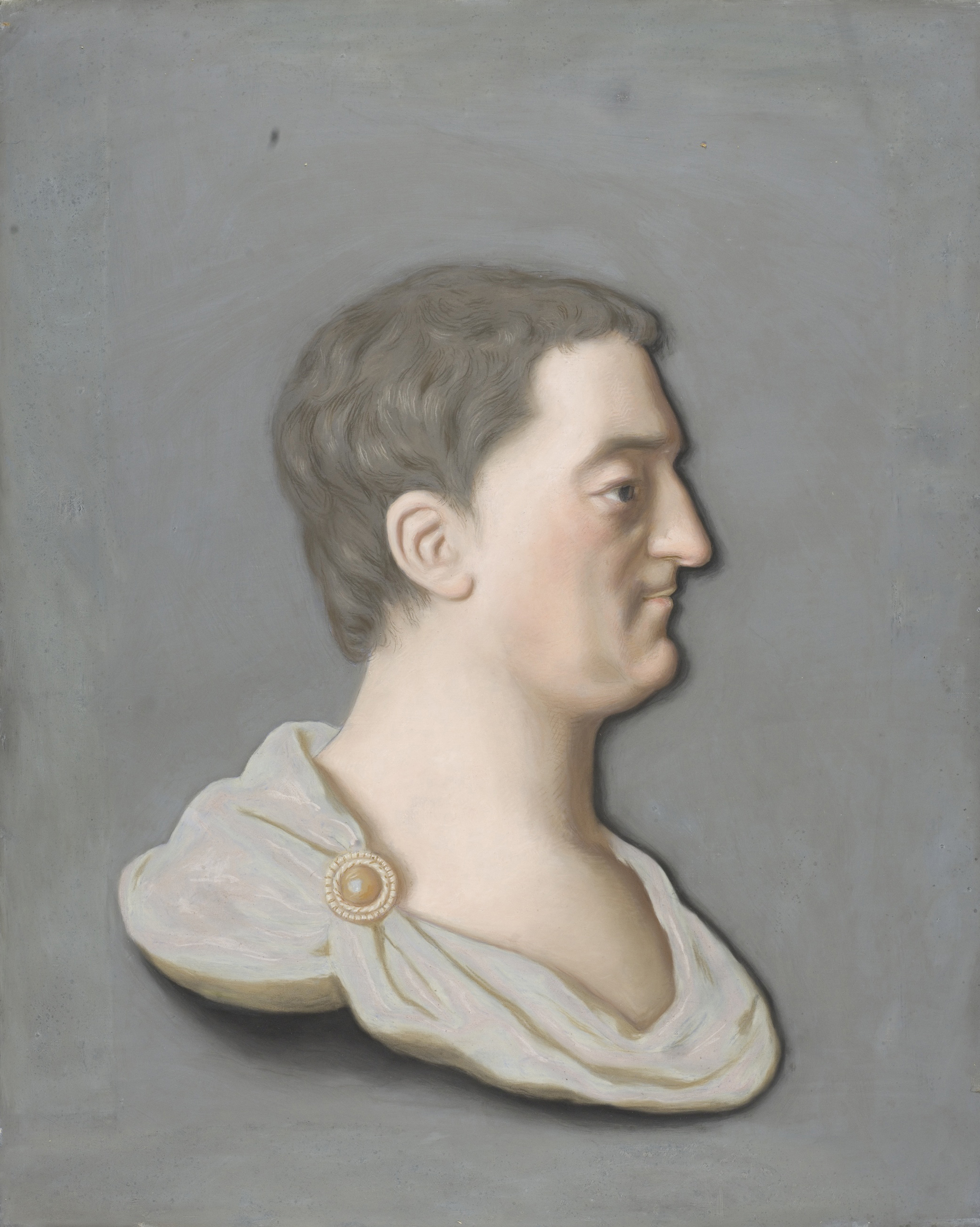
Sir William Ponsonby pastel par Jean-Étienne Liotard

En 1725, il est élu à la Chambre des communes irlandaise pour Newtownards et en 1727 pour le comté de Kilkenny, où il occupe ce siège jusqu'en 1758, année de la mort de son père. De 1741 à 1745, il exerce les fonctions de Secrétaire en chef pour l'Irlande auprès de son beau-père, puis Lord lieutenant d'Irlande.
En tant que vicomte Duncannon, il est nommé lord commissaire de l'Amirauté le 27 juin 1746, poste qu'il occupe jusqu'en 1756, date à laquelle il est nommé lord commissaire du Trésor. Il représente également les circonscriptions britanniques de Derby de 1742 à 1754, de Saltash de 1754 à 1756 et de Harwick de 1756 à 1758. À la mort de son père le 4 juillet 1758, il lui succède à la Chambre des Lords sous le titre de baron Ponsonby de Sysonby le 23 novembre de la même année.

### Ministre des Postes
Le 2 juin 1759, il quitte le Trésor et fut nommé ministre des Postes de Grande-Bretagne conjointement avec Robert Hampden-Trevor (1er vicomte Hampden). Il démissionne de son poste lorsque son beau-frère, William Cavendish (4e duc de Devonshire), est démis de ses fonctions de Lord Chambellan en octobre 1762. Il est reconduit dans ses fonctions (et assermenté au Conseil privé) en juillet 1765 conjointement avec Thomas Robinson (1er baron Grantham), jusqu'à sa démission en 1766, son offre initiale de démission ayant été refusée .
À la mort de William Ponsonby le 11 mars 1793, son fils, Frederick Ponsonby, lui succède .

## Famille

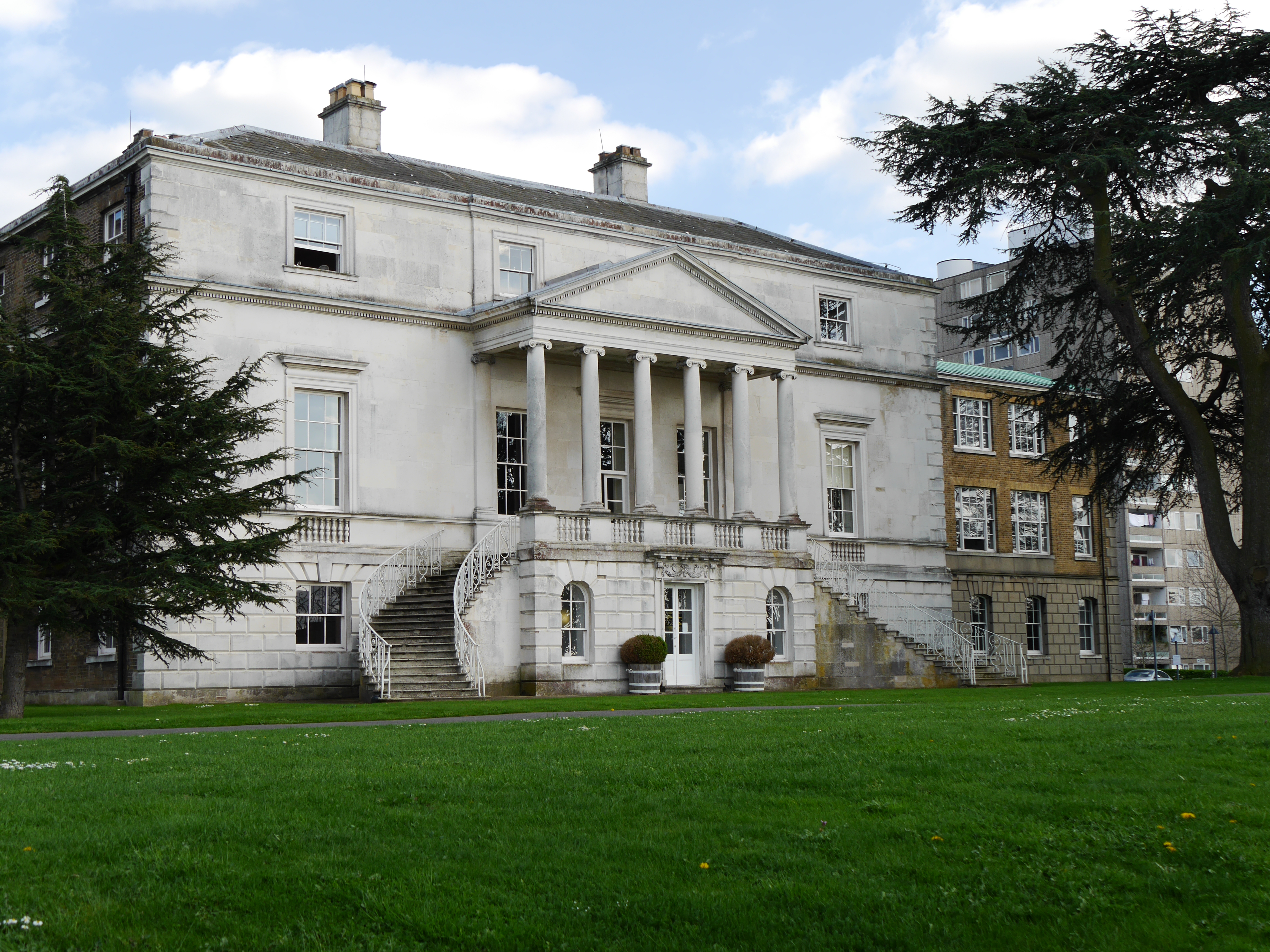
Parkstead House, Roehampton

William Ponsonby était le fils de Brabazon Ponsonby (1er comte de Bessborough), et de sa femme Sarah Margetson et frère aîné de John Ponsonby.
Le 5 juillet 1739, il épousa Caroline Cavendish, fille aînée de William Cavendish (3e duc de Devonshire) , décédée en 1760 à l'âge de 40 ans
Ils ont eu trois enfants survivants :
- Catherine Ponsonby (1742), mariée à Aubrey Beauclerk (5e duc de Saint-Albans)
- Charlotte Ponsonby (née en 1747), mariée à William Fitzwilliam (4e comte Fitzwilliam)
- Frederick Ponsonby (3e comte de Bessborough) (1758-1844)

Parkstead House, Roehampton, a été construit en 1750 pour William Ponsonby  et fait maintenant partie de l’Université de Roehampton .